# Платоновка (Воронежская область)
Платоновка — деревня в Терновском районе Воронежской области России. Входит в состав Тамбовского сельского поселения.

## География
Деревня находится в северо-восточной части Воронежской области, в лесостепной зоне, в пределах Окско-Донской равнины, на берегах балки Верша Берёзовая, на расстоянии примерно 33 километров (по прямой) к западу-северо-западу (WNW) от села Терновка, административного центра района.
Часовой пояс
Деревня Платоновка, как и вся Воронежская область, находится в часовой зоне МСК (московское время). Смещение применяемого времени относительно UTC составляет +3:00.

## Население
| 2010 |
| ---- |
| 51   |

Гендерный состав
По данным Всероссийской переписи населения 2010 года в гендерной структуре населения мужчины составляли 47,1 %, женщины — соответственно 52,9 %.
Национальный состав
Согласно результатам переписи 2002 года, в национальной структуре населения русские составляли 99 %.

## Улицы
Уличная сеть деревни состоит из одной улицы (ул. Октябрьская).